# Liste der Museen im Landkreis Pfaffenhofen an der Ilm
Die Liste der Museen im Landkreis Pfaffenhofen an der Ilm  gibt einen Überblick über aktuelle und ehemalige Museen im Landkreis Pfaffenhofen an der Ilm in Bayern.

## Aktuelle Museen
| Gemeinde             | Name                                 | Kurzbeschreibung | gegründet/ eröffnet | Träger                 | Standort             | Bild           | Link |
| -------------------- | ------------------------------------ | --- | ------------------- | ---------------------- | -------------------- | -------------- | ---- |
| Geisenfeld           | Hallertauer Hopfen- und Heimatmuseum | Das bis 2012 im Alten Rathaus untergebrachte Museum zeigte unter anderem typischen Handwerkszeuge der Hopfenbauern früherer Zeiten, eine Schusterei, einen Kramerladen und eine Schmiede, aber auch eine paläontologische Abteilung, archäologische Funde und regionale Trachten. Bis zum Bezug einer endgültigen Bleibe ist die Sammlung in reduziertem Umfang ausgestellt. | 1985                |                        | Augsburger Straße    |                |      |
| Manching             | Flugmuseum Messerschmitt             | Das Museum zeigt einige der wichtigsten Flugzeuge der Messerschmitt AG und hält sie in flugtüchtigem Zustand. Ferner werden Exponate aus der Bamberger Zeit von Willy Messerschmitt nach dem Zweiten Weltkrieg gezeigt, als er Fertighäuser, Nähmaschinen, Bügeleisen und den Messerschmitt Kabinenroller herstellen ließ.                                                   | 1998                | Messerschmitt-Stiftung | Airbus-Firmengelände | weitere Bilder |      |
| Manching             | Kelten-Römer-Museum                  | Das Museum ist ein Zweigmuseum der Archäologischen Staatssammlung in München. Es zeigt Funde aus über 100 Jahren archäologischer Ausgrabungen im benachbarten keltischen Oppidum von Manching sowie einige römische Militärschiffe und dokumentiert die seit 40 n. Chr. in Südbayern errichteten römischen Militärlagern.                                                    | 2006                |                        | Erlet                | weitere Bilder |      |
| Vohburg an der Donau | Museum Vohburg                       | Das Museum im Pflegerschloss der Burg Vohburg dokumentiert durch eine Verbindung von analogen Exponaten wie antiken Münzschätzen oder Knochenfunden und digitaler Geschichtsvermittlung die Siedlungsgeschichte der Region an der Donau und die historische Entwicklung der Burganlage und der Stadt.                                                                        |                     |                        | Burg Vohburg         | weitere Bilder |      |
| Wolnzach             | Deutsches Hopfenmuseum               | Das Museum im weltweit größte Anbaugebiet für Hopfen, der Hallertau, dokumentiert mit interaktiven Modellen, lebensgroßen Inszenierungen, Medienstationen und anderem die jahrhundertealte Geschichte der Hopfenpflanze und der Menschen, die von ihrem Anbau leben. | 2002                |                        | Elsenheimerstraße    | weitere Bilder |      |
| Wolnzach             | Museum der Hand                      | Das Museum zeigt Wissenswertes rund um unsere Hand als „wichtigstes Werkzeug des menschlichen Gehirns“ vom Handlesen über Handarbeit und Handzeichen hin zu Handschriften, Fingerfertigkeit oder Hand-Verwandten aus dem Tierreich. | 1996                |                        | Am Brunnen           |                |      |

## Ehemalige Museen
| Gemeinde                | Name                                 | Kurzbeschreibung | gegründet/ eröffnet | geschlossen/ aufgelöst | Träger | Standort   | Bild           | Link |
| ----------------------- | ------------------------------------ | --- | ------------------- | ---------------------- | ------ | ---------- | -------------- | ---- |
| Pfaffenhofen an der Ilm | Lebzelterei- und Wachsziehereimuseum | Lebzelterei und Wachszieherei verarbeiten die Bienenprodukte Honig und Wachs. Die Dauerausstellung in einer historischen Werkstatt einer Konditorei gab Einblicke in die Herstellung von gezogenen Kerzen, das Brauchtum des Wachsstocks und der Lebzelten sowie die Bedeutung wächserner Votivgaben. |                     | 2022                   |        | Hauptplatz | weitere Bilder |      |